# 誘導馬

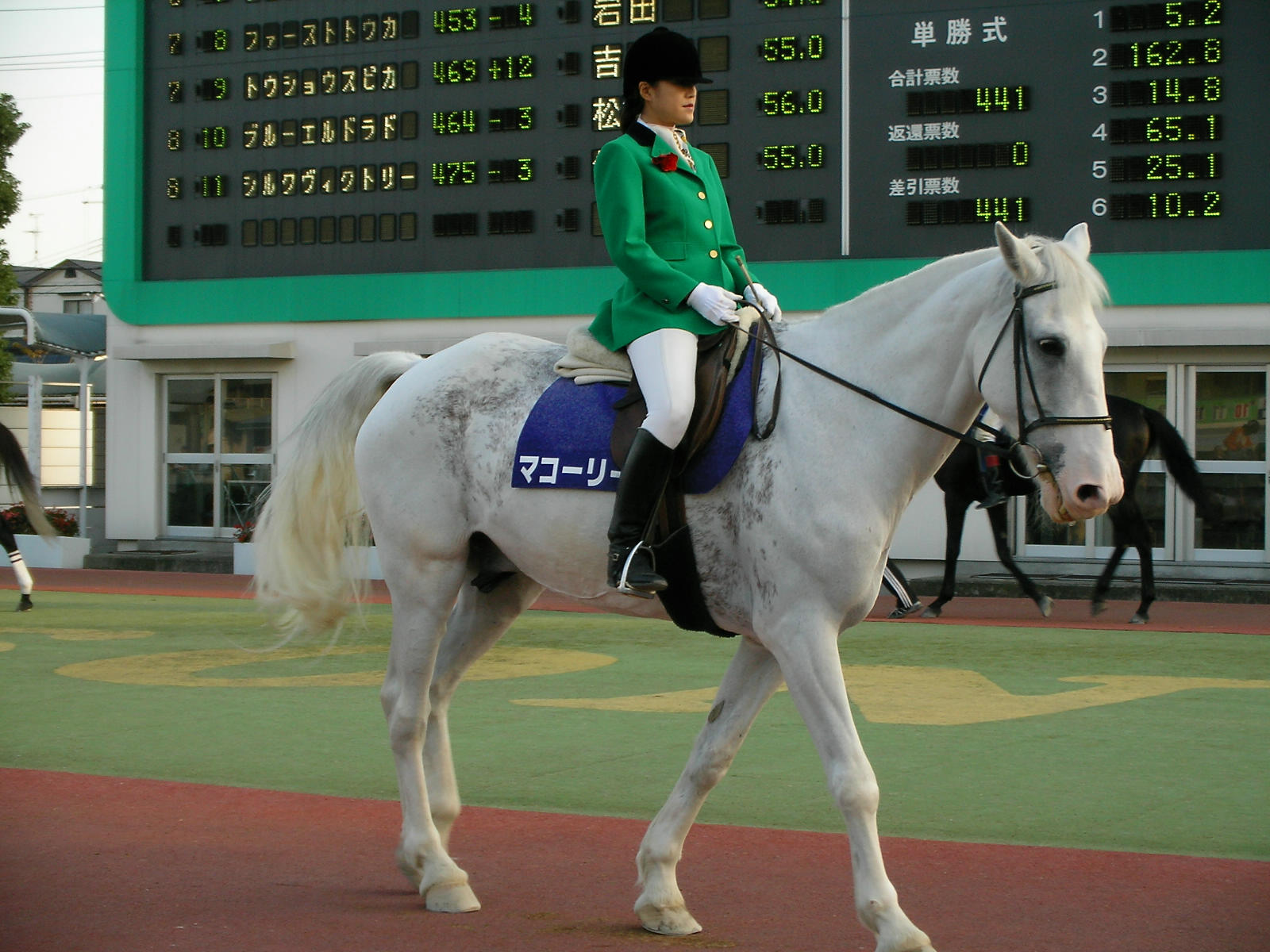
園田競馬場の名物誘導馬として知られたマコーリー

誘導馬（ゆうどうば）とは、競馬場において競走が行われる際に、パドックや馬場において競走馬を先導する馬のことである。主に芦毛や白毛の馬が用いられる事が多い。

## 概要

### 日本における誘導馬
日本においては、パドックから本馬場まで出走馬を先導する役割が与えられ、誘導馬は多くの場合、隊列の先頭と最後尾を歩く。通常先導役は1頭であるが、中央競馬のGI競走においては3頭の誘導馬が先導を担う。また、国際競走で外国馬が出走する場合には、先導役とは別に、出走する競走馬の調教国の国旗を携えた誘導馬も合わせて入場する。競走馬以外にもイベントとして馬場で行われるパレードや楽隊などの先導や、レース開始前に観客を入場ゲートで出迎えるグリーディング役を務めることもある。
また、日常的に馬場管理のために巡回する職員が乗用し、放馬などのアクシデントが発生した場合は当該の馬をなだめて落ち着かせる役も担う場合があるなど、その任務は単なる先導役にとどまらず、非常に幅広いものがある。
戦後の日本の競馬において、最初に誘導馬による先導を行ったのが大井競馬場である。
担当馬にはかつて競走馬だった馬のうち、性格的に温和で毛色が芦毛、黒鹿毛、尾花栗毛、白毛など見栄えのするものが選ばれることが多い（トウショウファルコ、ホワイトベッセル、シロニイなど）。また、重賞競走の優勝馬・入着馬など優秀な成績を残しながらも種牡馬にならなかった馬や現役時代に話題性があった馬（ヨシオ、ショーグン、ヒシイグアス、アフリカンゴールドなど）の様に、その知名度も勘案して選ぶこともある。近年では平地GI（JpnI）競走優勝馬でも種牡馬の余剰傾向から種牡馬入りが叶わなかったことで、誘導馬に転向するケースも多い。このケースでは2006年にNHKマイルカップを制したロジックが初の事例であり、その後はマイネルホウオウ、ビートブラック、サクセスブロッケン、ローマンレジェンド、ペルシアンナイト、フィールドルージュ、カゼノコ、ミツバ、ボンネビルレコード（大井）、ミューチャリー（船橋）などが誘導馬としてデビューしている。
なお、地方競馬の競馬場では競走馬経験のない馬が誘導馬を務めるケースや、元競走馬ではなく当初から誘導馬として導入されたクォーターホース種などが用いられている場合もあるが、2007年以降は経営状況の悪化に伴い、誘導馬の起用をやめたり、出番を減らしたりする競馬場も増えた 。
誘導馬に騎乗するのは競馬場の職員や乗馬クラブの所属者で、また、川崎や浦和の様にトレーニングセンターが別にあり普段馬がいない競馬場では開催日の必要に応じて周辺地域の乗馬クラブから人馬をまとめて用立てるケースもある。川崎競馬場では誘導馬に着物を着せるなど、季節やイベントに合わせて様々なコスプレを纏って先導する「コスプレ誘導馬」も名物となっている（騎乗者も季節・イベントに応じた衣装で騎乗する）。近年の中央競馬ではGIレース時にゲストとして招かれた芸能人が騎乗することもあるほか、重賞で競馬関係者が騎乗する例もある。2011年の新潟記念では新潟馬主協会会長の飯塚知一が、また2023年のチューリップ賞では同日に引退式を執り行う福永祐一がかつて騎乗経験のあるミツバに、同年の京都ジャンプステークスでは同日に引退式を執り行う熊沢重文がシベリアンスパーブにそれぞれ騎乗し、地方競馬でも同年3月3日の川崎競馬「酒井忍引退記念」では同日引退セレモニーを執り行う当人が、それぞれ誘導馬として騎乗した。
なお、中央競馬の誘導馬が在厩中に死亡した場合、そのことを公表することは少ないが、人気の高かった馬の場合、例外として公表される場合がある（ホワイトベッセル、トウカイトリック、ヨシオなど）。

### 海外における誘導馬
隊列の先導よりも、出走馬の精神を落ち着かせたり、アクシデントに備える目的で存在する。ことにアメリカでは本馬場入場時に「リードポニー」と呼ばれる馬たち（慣例的にポニーと呼ばれているが、ポニー以外の馬も務める）が、出走馬の所有者が希望した馬すべてに同行し、個別にその脇に付くことによって馬の興奮を和らげる役目を担っている。また、放馬などの際にその捕獲に当たったり、大レースのあとに勝利騎手に行われる馬上インタビューに駆り出されたりと、「飾り」の印象が強い日本の誘導馬に比べてその任務は非常に多岐に渡っている。競馬評論家の須田鷹雄は、大学時代にJRAの馬場保守員のアルバイトをしていた経験を踏まえ、日本競馬へのリードポニーの導入を主張し続けている。

## 主な現役誘導馬
2024年8月現在の現役誘導馬で、Wikipediaに項目がある馬、競走馬時代に重賞レース勝利や上位入線経験がある馬、特筆すべき経歴を持つ馬について記載。JRAの競馬場における現役の全ての誘導馬については、外部リンクの各競馬場の誘導馬紹介を参照されたい。

### 札幌競馬場
- バイオスパーク（2020年福島記念）
- モンストール（2011年新潟2歳ステークス）
- ライトオンキュー（2019年京阪杯）

### 函館競馬場
- クリンチャー（2018年京都記念、2020年みやこステークスなど）
- ロバートソンキー（2022年オールカマー2着、2020年神戸新聞杯3着）

### 福島競馬場
- エアアンセム（2018年函館記念）
- クレッシェンドラヴ（2019年福島記念、2020年七夕賞）
- サンセットクラウド（全兄にコントレイル）
- ショウナンアンセム（2019年高松宮記念3着）
- ショウナンワダチ（2014年ニュージーランドトロフィー2着）
- トーラスジェミニ（2021年七夕賞）
- ブラックアーメット（2023・2024年吾妻小富士ステークス）

### 新潟競馬場
- オースミムーン（2013年東京ハイジャンプなど障害重賞6勝）
- クルーク（半姉にノームコア・クロノジェネシス）
- マイネルファンロン（2021年新潟記念）
- ユールシンギング（2013年セントライト記念、2014年新潟大賞典）

### 中山競馬場
- アサマノイタズラ（2021年セントライト記念）
- スマートアペックス（2022年東京ジャンプステークス）
- ヒシイグアス（2021・2023年中山記念、2021年中山金杯）
- メイショウテッコン（2018年ラジオNIKKEI賞、2019年日経賞）
- メイショウテンゲン（2019年弥生賞）
- リアンヴェリテ（2019年大沼ステークス、マリーンステークス）

### 東京競馬場
- シークレットパス（2019年中山新春ジャンプステークス）
- シフルマン（2022年都大路ステークス）
- ショウナンライズ（2019年パラダイスステークス）
- ボスジラ（2020年丹頂ステークス）
- マイネルホウオウ（2013年NHKマイルカップ）
- マイネルラクリマ（2012年京都金杯、2014年オールカマー）
- ミライヘノツバサ（2020年ダイヤモンドステークス）
- ムイトオブリガード（2019年アルゼンチン共和国杯）

### 中京競馬場
- ゴーフォザサミット（2018年青葉賞）
- サンレイデューク（2014年東京ハイジャンプ、2015年阪神スプリングジャンプ）
- タガノアザガル（2015年ファルコンステークス）
- ラヴィングアンサー（2020年春雷ステークス、タンザナイトステークス、2021年北九州短距離ステークス）

### 京都競馬場
- サトノアーサー（2020年関屋記念）
- ディープボンド（2021・2022年阪神大賞典、2021年フォワ賞など）[15]
- ペルシアンナイト（2017年アーリントンカップ、マイルチャンピオンシップ、2023年東京競馬場から移動）
- リーゼントロック（2018年大沼ステークス、現役時の馬主は元プロ野球選手の三浦大輔）

### 阪神競馬場
- アフリカンゴールド（2022年京都記念）
- アリストテレス（2021年アメリカジョッキークラブカップ）
- エイシンクリック（2022年阪神スプリングジャンプ）
- シロニイ（2023年の時点で現役JRA誘導馬では唯一の白毛馬、ホワイトベッセル、シロベエの弟）
- ダッシングブレイズ（2017年エプソムカップ）
- トラスト（2016年札幌2歳ステークス）
- ミツバ（2019年川崎記念）
- ロッシュローブ（2023年門司ステークス）

### 小倉競馬場
- アイスバブル（2021年函館記念2着）
- ウメムスビ（2022年カンナステークス）
- エントシャイデン（2020年安土城ステークス、2021・2022年フォレ賞3着）
- サンデーウィザード（2017年新潟大賞典）
- テーオーソクラテス（2023年小倉サマージャンプ）
- モンテディオ（2021年神戸新聞杯3着）

### 船橋競馬場
- エルデュクラージュ（2023・2024年報知グランプリカップ）
- ミューチャリー（2021年JBCクラシックなど）
- ストリートキャップ（オグリキャップ最後の産駒であるミンナノアイドルの仔）[16]

## 主な引退誘導馬
Wikipediaに項目がある馬、重賞レース勝ちおよびGI上位入線経験がある馬、特筆すべき経歴を持つ馬について記載。

### 札幌競馬場
- トウカイパラダイス（2012年目黒記念2着、2014年産経大阪杯2着）
- マイネルレーニア（2006年京王杯2歳ステークス、2008年スワンステークス）
- マイネルスケルツィ（2006年ニュージーランドトロフィー、2007年京都金杯）[17]
- ジェベルムーサ（2015年エルムステークス）

### 函館競馬場
- タカマガハラ（1961年天皇賞・秋）
- エリモハリアー（2005・2006・2007年函館記念3連覇）[18]
- フィールドルージュ（2007年名古屋グランプリ、チャンピオンズカップ2着、2008年川崎記念）
- タニノマティーニ（2008年キーンランドカップ）
- モンテクリスエス（2009年ダイヤモンドステークス）[18]
- サイモントルナーレ（2013年丹頂ステークス）
- ガンコ（2018年日経賞）
- ショウリュウイクゾ（2021年日経新春杯）

### 福島競馬場
- シャコーグレイド（1991年皐月賞2着、他重賞2着4回）
- ニホンピロサート（2003年ガーネットステークス、2004年プロキオンステークス、サマーチャンピオン、2005年さきたま杯、兵庫ゴールドトロフィー）
- ウインブレイズ（2002年福島記念、カブトヤマ記念、2003年鳴尾記念）
- ダンスインザモア（2005年スプリングステークス、2010年福島記念）[19]
- キングトップガン（2011年目黒記念、函館記念）[19]
- ショウナンアチーヴ（2013年朝日杯フューチュリティステークス2着、2014年ニュージーランドトロフィー）[20]
- マイネルメダリスト（2014年目黒記念）[20]
- サニーサンデー（2009年福島記念）
- ヨシオ（2018年マーキュリーカップ2着、2020年ジャニュアリーステークス）

### 中山競馬場
- ハクオー（1953年中山大障害・春、京都大障害・春、秋）
- センゴクシルバー（1994年ダイヤモンドステークス、他重賞2着4回）
- マイネルモルゲン（2003年NHKマイルカップ3着、2004年ダービー卿CT、京成杯オータムH、2005年京成杯オータムH）
- プリサイスマシーン（2003年-2004年中日新聞杯、2006年スワンステークス、2007年阪急杯、JBCスプリント2着）[21]
- ナカヤマナイト（2011年共同通信杯、2012年オールカマー、2013年中山記念）[22]
- マイネルフィエスタ（2017年京都ジャンプステークス）[23]
- マイネルチャールズ（2008年弥生賞、京成杯）[21]
- ウインガニオン（2017年中京記念）
- サトノプリンシパル（2013年東京大賞典4着）
- ヤシャマル（2022年日経新春杯3着）

### 東京競馬場
- イナボレス（1972年オールカマー、1974年金杯、目黒記念・秋、1975年愛知杯）
- メジロファントム（1979年東京新聞杯、天皇賞・秋2着、有馬記念2着、1980年天皇賞・秋2着、1982年目黒記念）[24]
- ロンスパーク（1986年鳴尾記念）[24]
- メジロアイガー（1988年東京大障害）
- タイイーグル（1991年宝塚記念3着）
- トウショウファルコ（1992年AJCC、日刊スポーツ賞金杯）
- メイショウレグナム（1995年小倉大賞典）
- ユキノサンロイヤル（2005年日経賞）[25]
- サクセスブロッケン（2008年ジャパンダートダービー、JBCクラシック2着、2009年フェブラリーステークス、マイルCS南部杯2着、東京大賞典）[25]
- ネコパンチ（2012年日経賞）[26]
- ユーワビスケット（誘導馬初の管理職に就任。初代業務課誘導係長。2018年に新設の誘導課長へと昇進。）[25]
- アロヒラニ（2016年新潟ジャンプステークス2着）
- クリプトグラム（2016年目黒記念）
- ハヤブサナンデクン（2023年マーチステークス）

### 新潟競馬場
- スーパージーン（2004年新潟記念）[27]
- オースミグラスワン（2006年、2008年新潟大賞典）[27]
- ナリタクリスタル（2010年新潟記念、2011年新潟記念、中京記念）[28]
- ダークシャドウ（2011年毎日王冠、エプソムカップ）

### 中京競馬場
- ストーンステッパー（1996年根岸ステークス、1997年ガーネットステークス、群馬記念、フェブラリーステークス2着）
- シンホリスキー（1991年スプリングステークス、きさらぎ賞、1994年中京障害ステークス・春）
- イナズマタカオー（1994年中日スポーツ賞4歳ステークス、1995年北九州記念、1996年中京記念）
- フローテーション（2008年菊花賞2着、スプリングステークス2着、ステイヤーズステークス2着）
- ミヤビランベリ（2008年七夕賞、2009年目黒記念、アルゼンチン共和国杯、七夕賞）
- ルルーシュ（2012年アルゼンチン共和国杯）
- ムスカテール（2013年目黒記念）

### 阪神競馬場
- ホワイトアロー（1990年愛知杯、1992年スポーツニッポン賞金杯）
- メイショウモトナリ（1997年北海道スプリントカップ、スーパーダートダービー、1998年名古屋大賞典、フェブラリーステークス2着、1999年かきつばた記念）
- アクティブバイオ（2003年アルゼンチン共和国杯、日経賞）
- ブルーショットガン（2006年阪急杯）
- ポレール（1996年東京障害特別など障害重賞5勝）
- アドマイヤモナーク（2008年日経新春杯、ダイヤモンドステークス、有馬記念2着）
- アイディンサマー（2001年京都ハイジャンプ、阪神ジャンプステークス）
- ショーグン（JRA史上最高馬体重勝利馬）
- カイシュウコロンボ（2014年北九州記念3着）
- タマモナイスプレイ（2010年米子ステークス）
- カゼノコ（2014年ジャパンダートダービー）

### 京都競馬場
- ナムラモノノフ（1989年阪神大賞典、1991年京都大障害）
- マヤノペトリュース（1992年シンザン記念、1992年東京優駿3着）
- ツルマルツヨシ（1999年京都大賞典）
- マイネルデスポット（2001年菊花賞2着）
- マイソールサウンド（2002年中日新聞杯、2003年京都記念、2004年京都金杯、マイラーズカップ、2005年阪神大賞典）
- ロジック（2006年NHKマイルカップ）
- ホワイトベッセル（白毛馬、2007年にJRAの競走を白毛馬として初勝利）
- シロベエ（白毛馬、未出走）
- トウカイトリック（2007年ダイヤモンドステークス、天皇賞・春3着、2010年阪神大賞典、2012年ステイヤーズステークス、誘導馬デビュー前に死亡）
- ローマンレジェンド（2012年エルムステークス、みやこステークス、東京大賞典、2014年エルムステークス）
- ビートブラック（2012年天皇賞・春）

### 小倉競馬場
- テイエムオオアラシ（1997年カブトヤマ記念、福島記念、1998年小倉記念）
- メイショウカイドウ（2004年小倉記念、2005年小倉三冠、2006年七夕賞）
- タマモイナズマ（1999年ダイヤモンドステークス）
- ダブルハピネス（2002年武蔵野ステークス）
- サンダルフォン（2009年北九州記念）
- サンライズベガ（2011年小倉大賞典）
- マイネルエテルネル（2012年小倉2歳ステークス）
- メイショウドンタク（2010年天皇賞・春3着）
- メイショウスミトモ（2017年シリウスステークス）

### 大井競馬場
- ボンネビルレコード（2007年帝王賞、2008年かしわ記念など）
- セイントメモリー（2013年オーバルスプリントなど）[29]

### 新潟県競馬組合（新潟競馬場（県競馬）・三条競馬場）
- オーディン（1993年新潟記念（県競馬）など）

### 金沢競馬場
- ドリームシグナル（2008年シンザン記念）

### 園田競馬場
- マコーリー
- アイスバーグ（2023年10月に30歳で誘導を務め、マコーリーの持つ最高齢誘導記録を更新。2024年2月に31歳で死亡するまで現役誘導馬であった[30]）

### 高知競馬場
- ブラゾンドゥリス（2017年黒船賞、2021年御厨人窟賞）

## ギャラリー

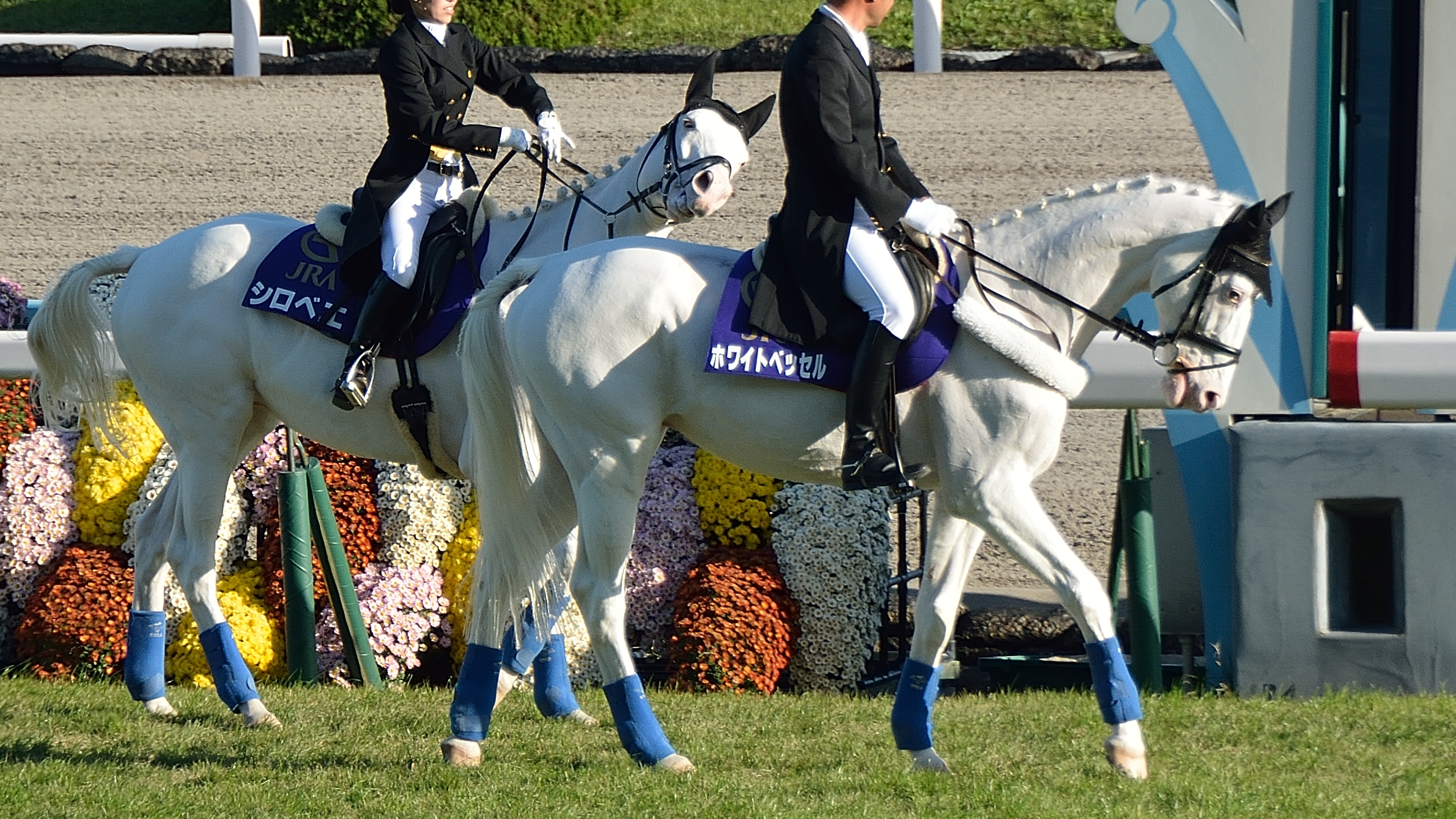
京都競馬場、第76回菊花賞 （ホワイトベッセルとシロベエ）
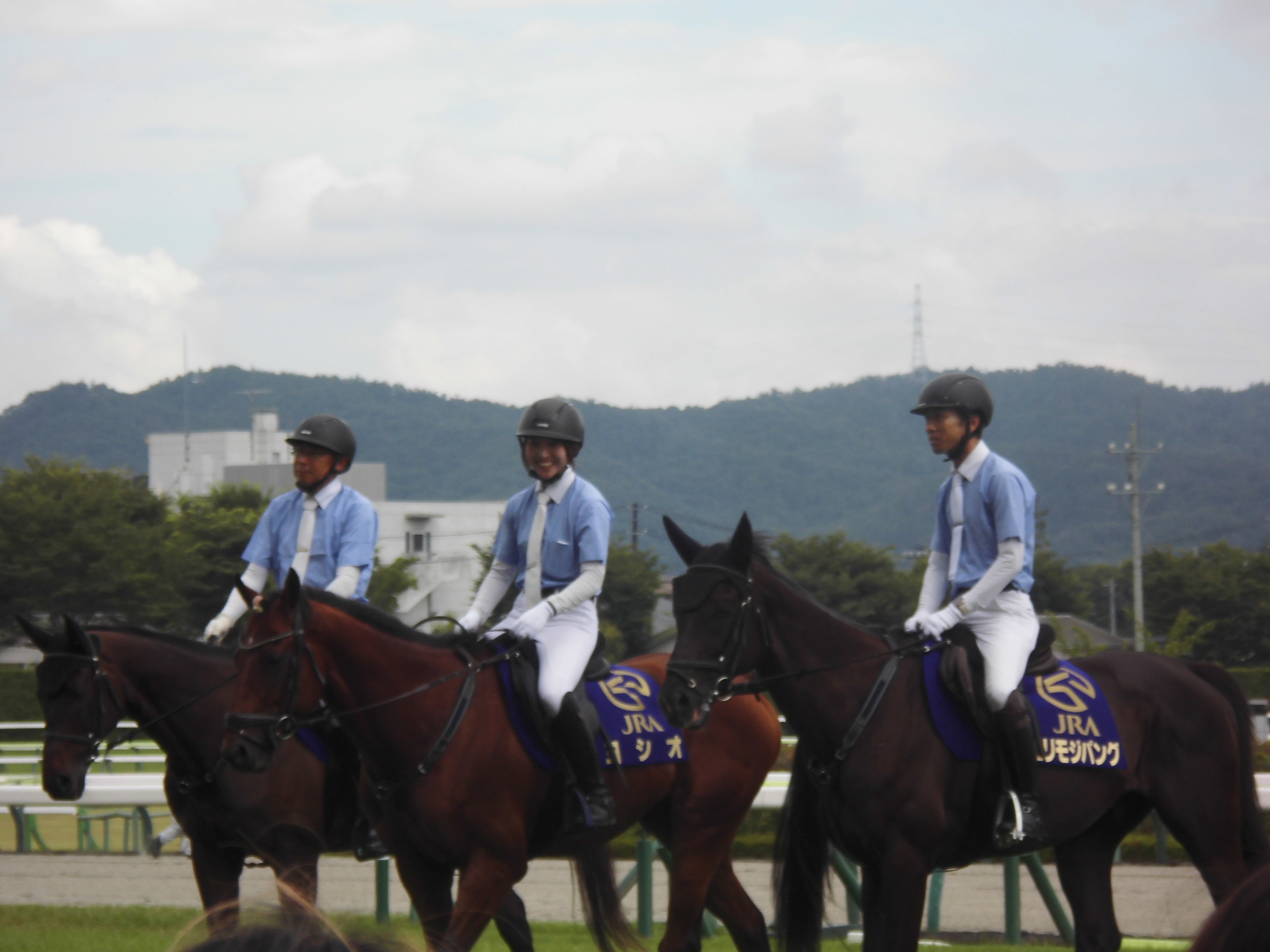
福島競馬場（ヨシオほか）
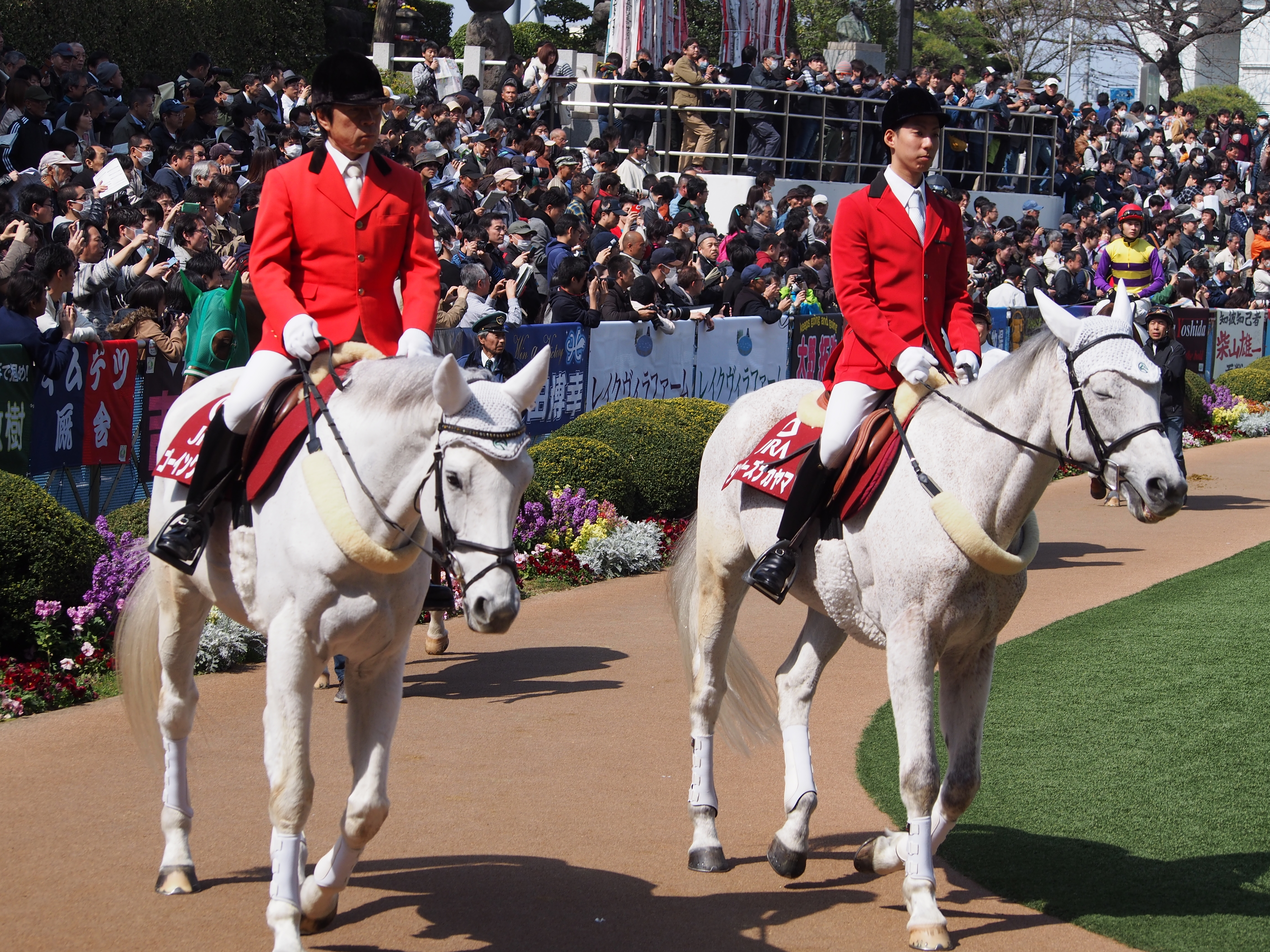
中山競馬場（ゴーイングベルとダンサーズナカヤマ）
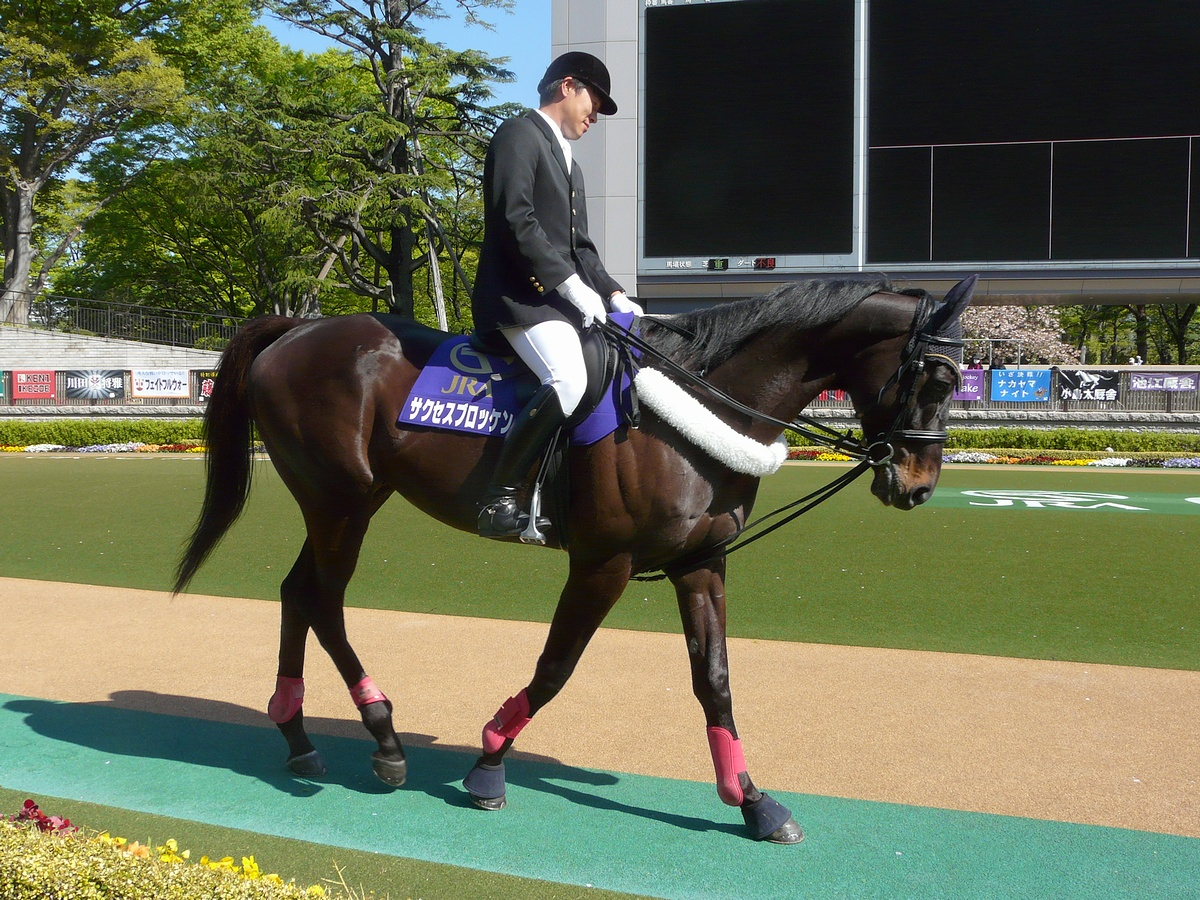
東京競馬場（サクセスブロッケン）
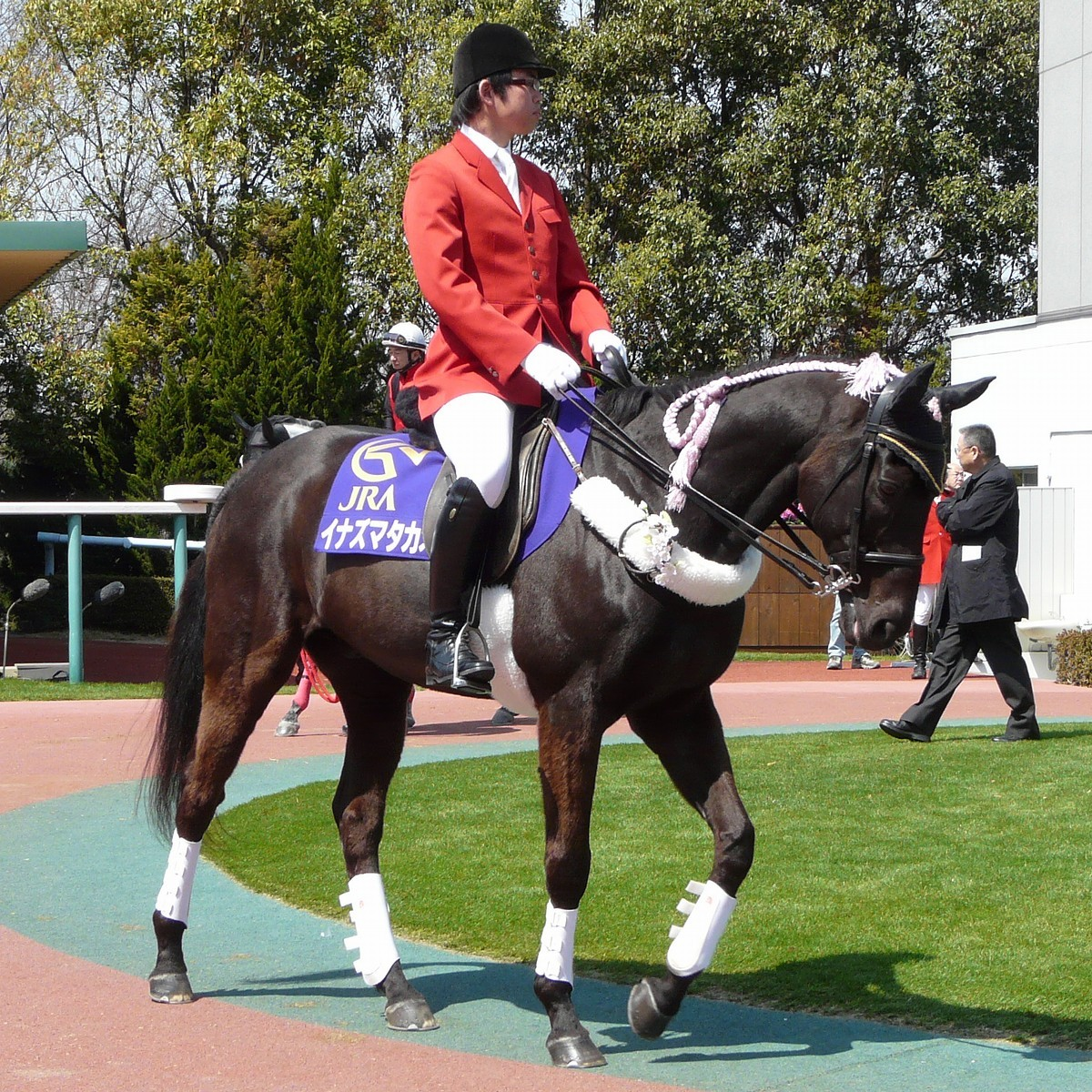
中京競馬場（イナズマタカオー）
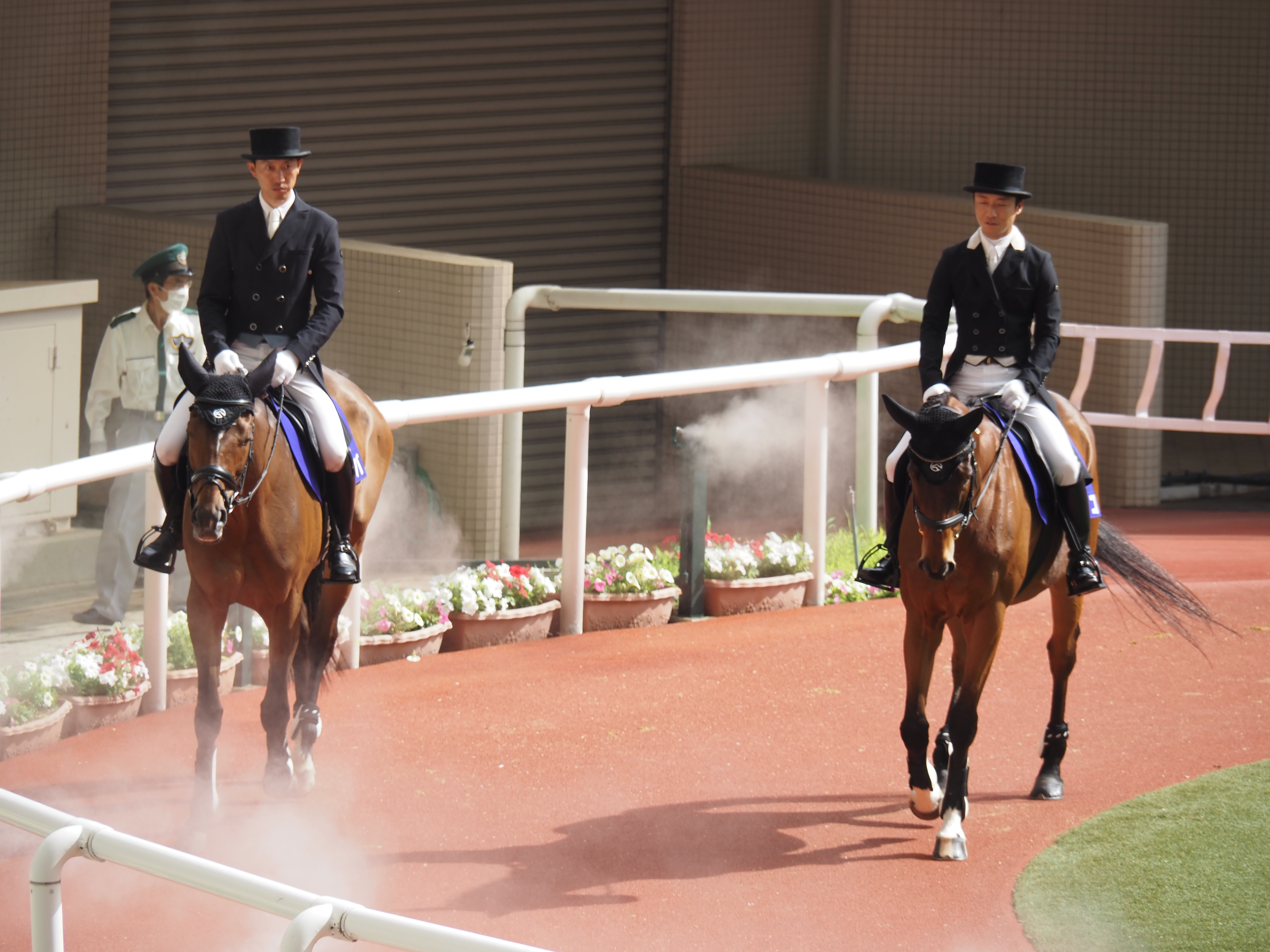
阪神競馬場（ミツバとカゼノコ）
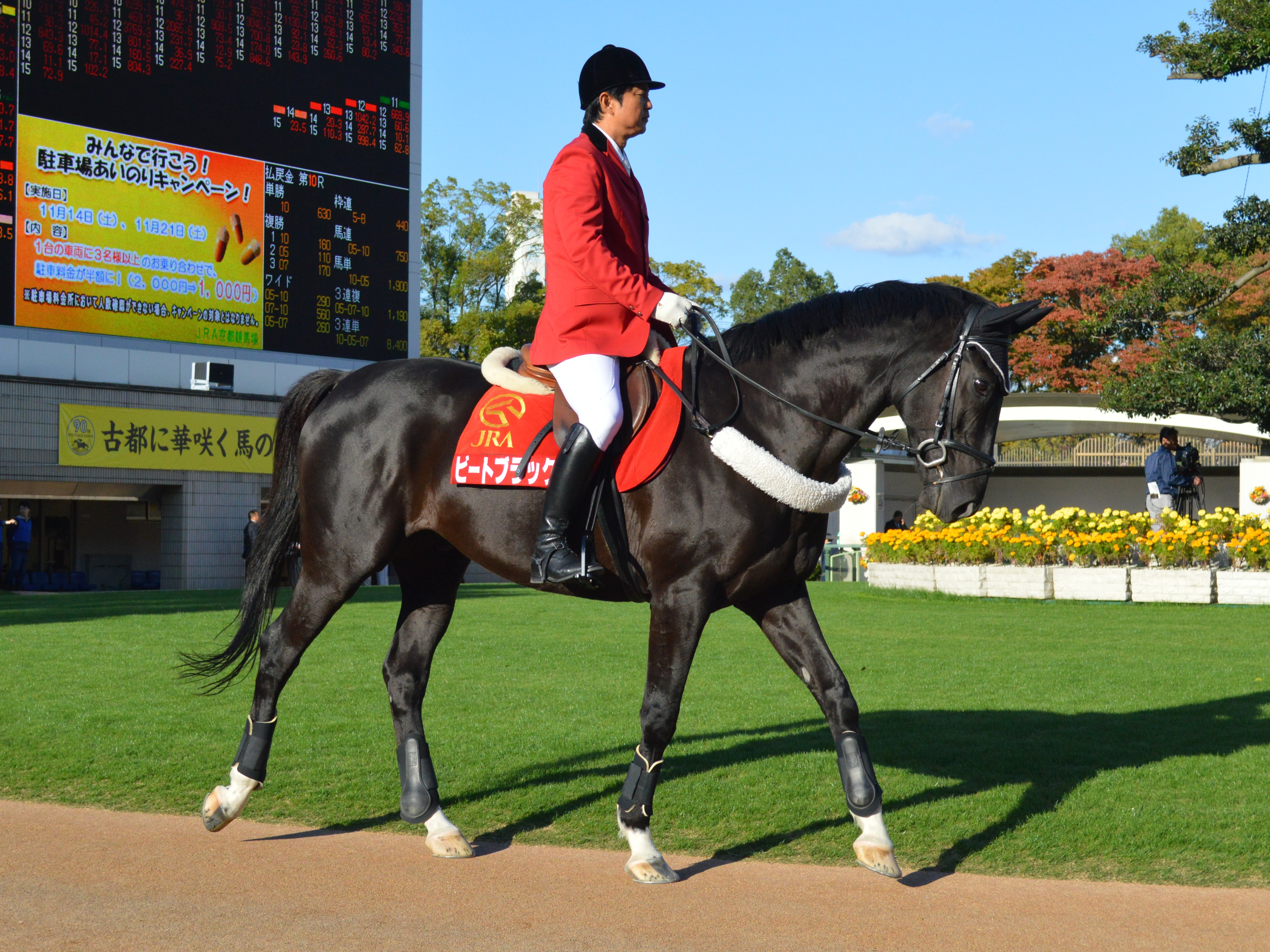
京都競馬場（ビートブラック）
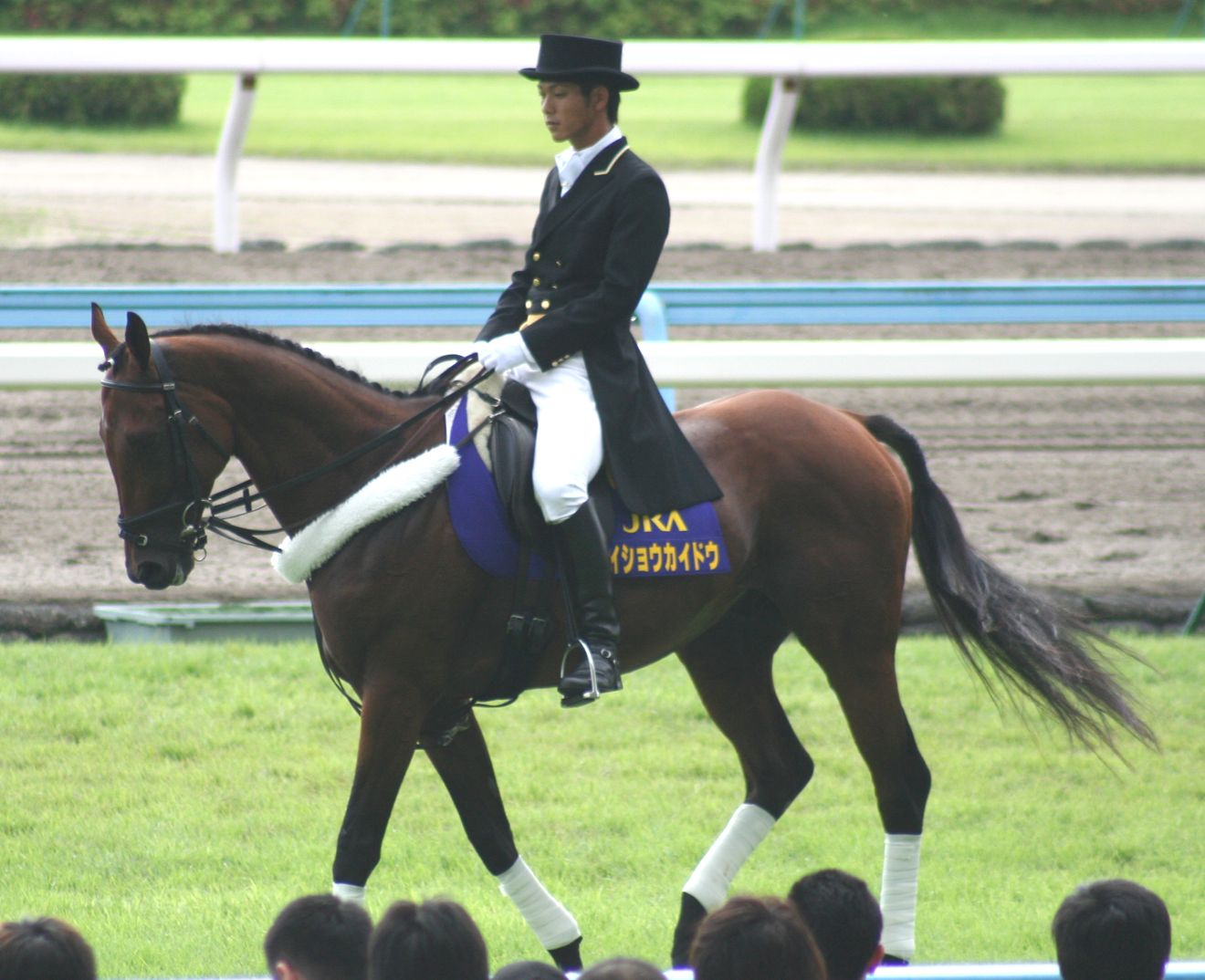
小倉競馬場（メイショウカイドウ）
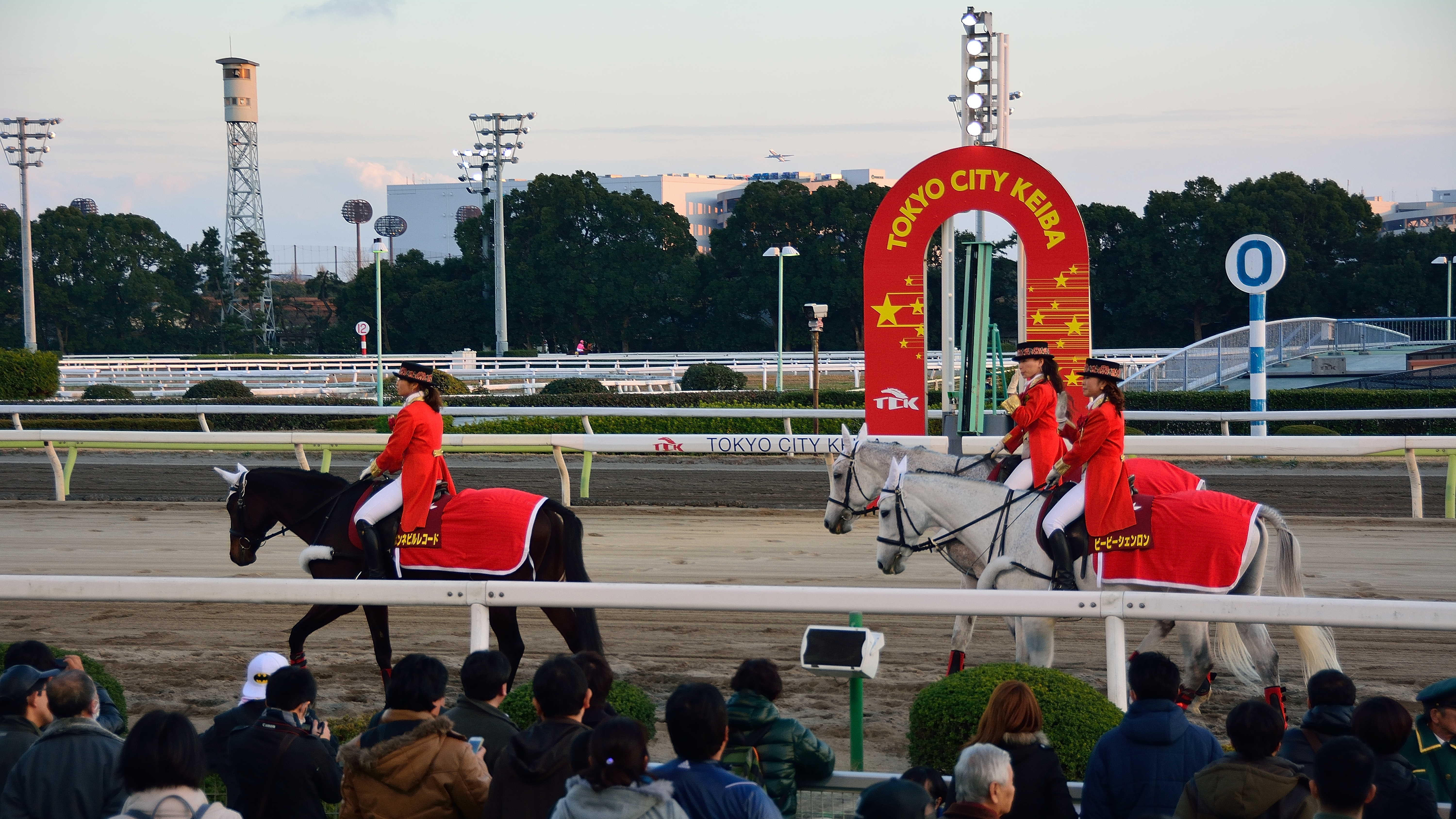
大井競馬場、第39回東京2歳優駿牝馬 （ボンネビルレコードほか）